# Lady Dorma
Dorma è un personaggio dei fumetti pubblicati dalla Timely Comics, oggi nota come Marvel Comics. Nativa del regno sottomarino di Atlantide, è la cugina di Namor, il Sub-Mariner, e sua stretta confidente in molte delle sue apparizioni originali. Viene reintrodotta alla fine del 1960 come sua amante e promessa sposa.

## Biografia del personaggio

### Golden Age
Dorma apparteneva all'aristocrazia di Atlantide e conosceva Namor fin dalla loro infanzia. Crescendo Dorma si innamorò di lui, ma Namor era attratto da una poliziotta terrestre, Betty Dean. Quando Paul Destine, nemico del sovrano atlantideo potenziato dalla Corona del Serpente, distrusse Atlantide, facendo perdere la memoria a Namor, Dorma ed il suo popolo divennero nomadi.

### Era moderna
Molti anni dopo la Torcia Umana ripristina la memoria del Sub-Mariner, che torna ad Atlantide in cerca del suo popolo. Vedendo Atlantide in rovina, Namor attacca il mondo di superficie, ma mentre combatte i Fantastici Quattro si innamora della Donna Invisibile. Con l'aiuto degli eroi il figlio vendicativo trova i superstiti di Atlantide e sale nuovamente sul trono del suo impero sottomarino. Nel frattempo, Dorma si è fidanzata con il signore della guerra Krang, ma lo lascia al ritorno di Namor. Quando scopre che il suo re è innamorato di Susan Storm, tenta di ucciderla ma fallisce a causa dell'intervento di Namor che la salva. Queste azioni alienano al re il favore di Dorma e degli altri Atlantidei che lo abbandonano nuovamente. In seguito il Sub-Mariner torna a sedere sul trono di Atlantide e Dorma diventa sua amante e alleata contro le macchinazioni di Krang. Il giorno del loro matrimonio Dorma viene rapita dalla mutaforma Llyra che vuole prendere il suo posto al fianco di Namor. Tuttavia, grazie ad un cavillo della legge atlantidea, l'assenza della vera sposa non inficia il matrimonio. Llyra, furiosa, sale in superficie, dove aveva intrappolato Dorma in una prigione piena d'acqua e ne rompe le pareti esponendo la rivale all'aria. Prima di morire per soffocamento Dorma riesce a colpire Llyra e salvare suo marito che era giunto per vendicarsi.

### Heroes Reborn
Nella realtà creata da Franklin Richards, Dorma è ancora viva e siede sul trono di Atlantide. Si differenzia dalla sua controparte per essere una feroce guerriera.

## Poteri e abilità
Con tutti gli atlantidei Dorma condivide certi poteri e debolezze. Può respirare sott'acqua; è inoltre dotata di una forza superiore a quella degli esseri umani. Tuttavia, non può sopravvivere fuori dall'acqua per più di cinque ore.